# Józef Czesak

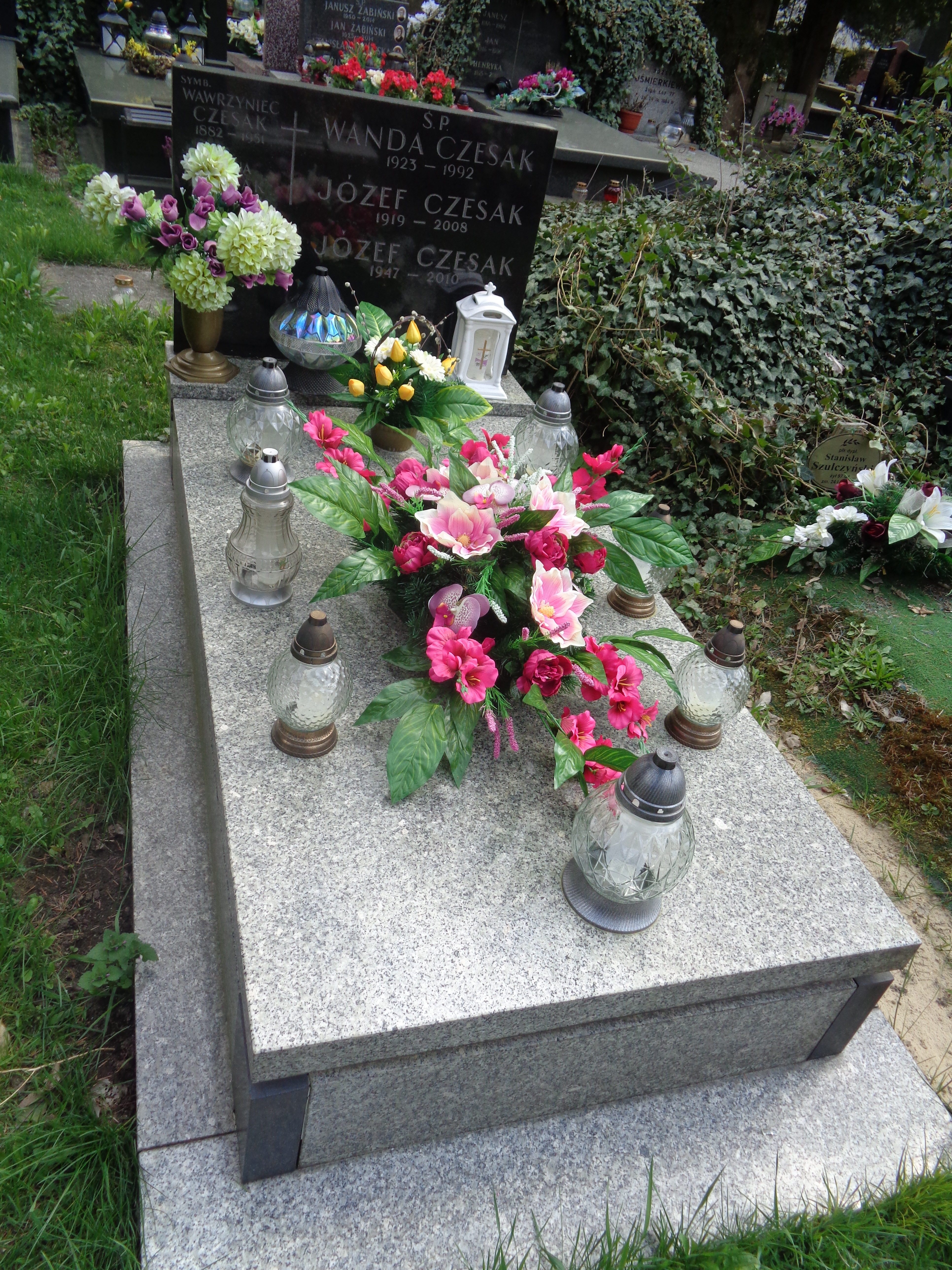
Grób Józefa Czesaka na Cmentarzu wojskowym na Powązkach

Józef Czesak (ur. 9 lutego 1919 w Dąbrówce, zm. 30 marca 2008) – działacz Polskiej Zjednoczonej Partii Robotniczej, ambasador Polski w Kanadzie (1971–1978).

## Życiorys
Józef Czesak przez pewien czas mieszkał we Francji, gdzie działał we Francuskiej Partii Komunistycznej. W latach 1952–1954 był słuchaczem Szkoły Partyjnej przy KC PZPR. Od 1954 do 1955 wchodził w skład Międzynarodowej Komisji Nadzoru i Kontroli w Wietnamie. W 1956 został zastępcą kierownika Wydziału Zagranicznego, a rok później sekretarzem Komisji ds. Zagranicznych Komitetu Centralnego PZPR. W latach 1960–1971 kierownik Wydziału Zagranicznego KC PZPR. W latach 1971–1978 ambasador PRL w Kanadzie.
Odznaczony m.in. Orderem Sztandaru Pracy I klasy (1969), Medalem 10-lecia Polski Ludowej (1955) oraz Medalem im. Ludwika Waryńskiego (1988).
Syn Wawrzyńca i Heleny. Pochowany na Cmentarzu Wojskowym na Powązkach.